# Hypolimnas alada
Hypolimnas alada är en fjärilsart som beskrevs av Swinhoe 1915. Hypolimnas alada ingår i släktet Hypolimnas och familjen praktfjärilar. Inga underarter finns listade i Catalogue of Life.